# Colibrí diamant de front violaci
El colibrí diamant de front violaci o colibrí de front violeta (Heliodoxa leadbeateri) és una espècie d'ocell de la família dels troquílids (Trochilidae) que habita la selva humida, boscos i matolls de les muntanyes de Colòmbia, oest i nord de Veneçuela, est de l'Equador, est del Perú i oest de Bolívia.